# Spal Automotive
Spal Automotive è una fabbrica italiana fondata nel 1959 specializzata nella produzione di componenti elettromeccanici per l'industria motoristica con sede a Correggio. 
È attiva nella progettazione,  produzione e commercio su scala globale di elettroventilatori assiali e centrifughi per auto, moto, autobus, fuoristrada, macchine movimento terra, trattori agricoli, camion ed attrezzature industriali.

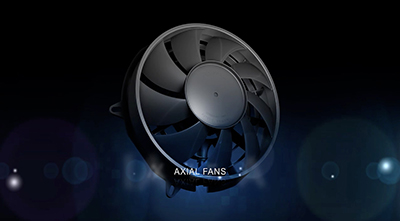
axial fan

## Storia
Spal Automotive è stata fondata a Correggio nel 1959 da due soci, Terzino Spaggiari e Alberto Alberti, in un periodo di intenso sviluppo, nel distretto correggese, dello stampaggio di materie plastiche.
Nei primi anni di attività, l'azienda si era specializzata nella produzione di componenti plastici per conto terzi.
Negli anni '70 un'importantissima intuizione imprenditoriale dei fondatori fa virare la Spal verso la produzione di elettroventilatori sia assiali che centrifughi per il settore emergente dell'automotive.
SPAL, per soddisfare l’incremento costante della domanda di mercato, allarga il suo assortimento di prodotti e avvia le sue prime linee di produzione. Durante gli anni '80, grazie a un impegno costante nella ricerca e sviluppo, SPAL si rafforza come fornitore certificato di prodotti di alta qualità. Nuovi uffici vengono edificati e l’area di proprietà si estende fino a 15.000 mq. Nel decennio seguente, l’espansione dell’azienda prosegue con la creazione di un nuovo spazio per la produzione e l’istituzione di nuovi dipartimenti di ricerca e sviluppo, portando la superficie totale a 35.000 mq.
Dal 2000 inizia l’espansione a livello globale di SPAL Automotive, con l’apertura di diverse filiali, tra cui: Shanghai-China (2001), Des Moines-USA (2004), San Paolo-BRASIL (2005), Noida-INDIA (2006), Worcester-UK (2008), San Pietroburgo-RUSSIA (2008), Tokyo-GIAPPONE (2011) e della filiale Coreana a Seoul-COREA DEL SUD (2012).

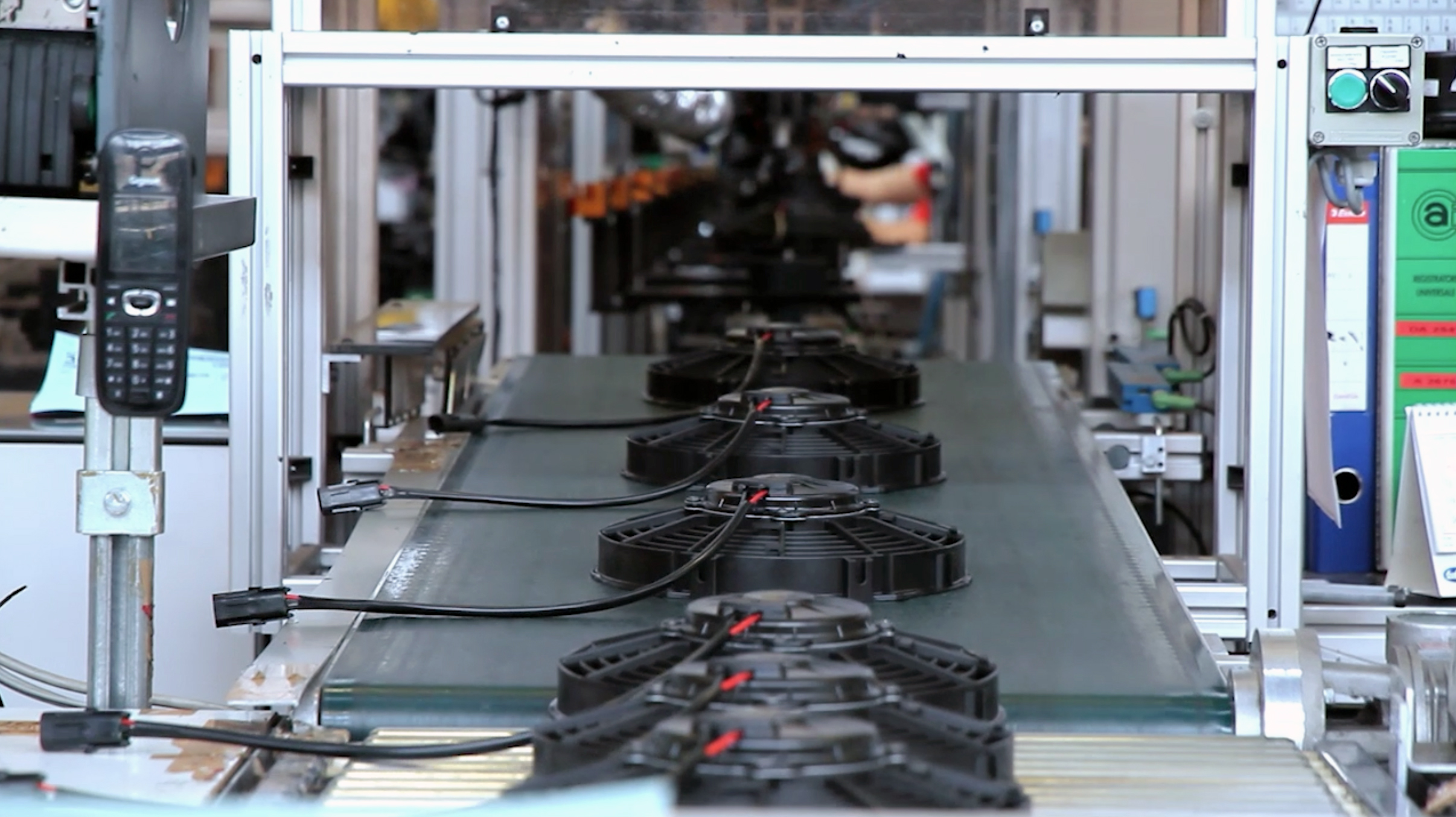
Elettroventilatori Assiali Brushed ad alte prestazioni

Nel 2010 inizia viene implementata la produzione e la commercializzazione di nuovi elettroventilatori Assiali e Centrifughi, con tecnologia Brushless/Electronic Intelligent Drive. 
Nel 2015 viene ulteriormente ampliato il comparto produzione ed assemblaggio elettroventilatori Brushless di 16.000 mq per soddisfare la crescente richiesta di mercato.

L'azienda
Oggi il gruppo Spal, in un'ottica di diversificazione delle proprie attività, è suddivisa in diverse importanti divisioni:
- Spal Automotive
- Spal Accessories (attualmente dismessa)
- Spal TLC, attiva nella distribuzione di prodotti per la telefonia fissa e mobile.(attualmente dismessa)[4]
- THD, attiva nel settore bio-medicale.

Su una superficie di 80.000 m², la sede di Spal ospita circa 1500 dipendenti - impiegati in attività di produzione,
progettazione, ricerca e sviluppo - ed è supportato da un network di unità commerciali dislocate tra Stati Uniti (Des
Moines – Iowa), Cina ( Shanghai), Gran Bretagna (Worcester), Brasile (Sao Paulo), Russia (Sankt-Petersburg) e India

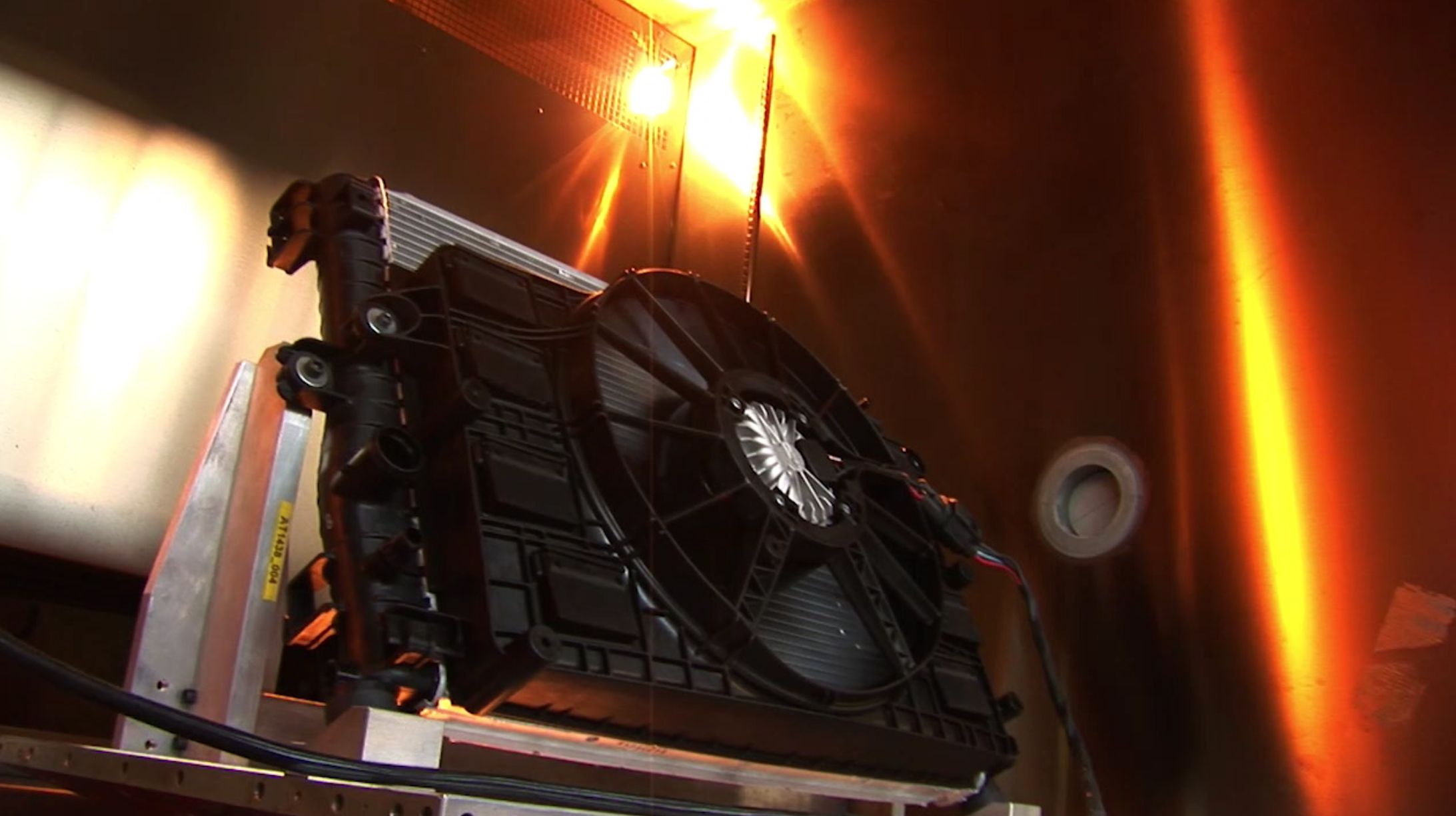
Elettroventilatori Assiali con tecnologia Brushless IP6k9k

(Delhi).

## Curiosità
La Spal è sponsor ufficiale della Pallacanestro Correggio
Terzino Spaggiari, fondatore dell'azienda, fu, tra l'altro, inventore di richiami per uccelli e di importanti innovazioni per la meccanizzazione dell'industria tessile.
Negli anni '90 sono stati commercializzati alcuni modelli di telefoni cellulari Motorola con il marchio Spal.
Del gruppo Spal fa parte anche l'azienda "Fregoli" attiva nella produzione di borse e pelletteria di alta gamma.